# 辛顿 (得克萨斯州)
辛顿（Sinton）是美国得克萨斯州圣帕特里西奥县的一座城市。